# Абсолют (парфюмерия)
Абсолют, также абсолю — смесь веществ, извлечённых из помады или конкрета. Чаще всего абсолют извлекают при помощи растворителя — спирта. В отличие от эфирных масел (их получают путём дистилляции) обладает исключительно сильным ароматом.
Абсолюты обычно представляют собой окрашенные высококонцентрированные жидкости, более вязкие, чем эфирные масла.